# Діва (скеля)
Джива-Кая (крим. Cıva qaya) або Ді́ва — прибережна вапнякова скеля в Чорному морі в районі селища Сімеїза. Знаходиться ліворуч від морського причалу перед горою Кош-Кая (Кішка).
Походження назви остаточно не з'ясоване: за одною з версій, кримськотатарська назва «Дзива/Джива» є адаптацією індоарійського слова diva — «бог, божественний» чи jiva — «живий», «душа». Можливе походження від тур. civa («ртуть»).
Якщо дивитися на скелю з пляжу, то її верхня частина нагадує жіноче погруддя з розпущеним волоссям. За легендою скеля Діва — це злий дух, який обернувся красивою дівчиною, яку за злі діяння добрі сили перетворили на камінь. Висота скелі — близько 45 м.
На вершині скелі розміщується оглядовий майданчик до якого ведуть круті сходи. З нього відкривається вид на пейзажі Сімеїза і Кацівелі, гірські ландшафти та на море.
Завдяки своїй мальовничості скеля неодноразово ставала об'єктом уваги художників (наприклад, відома картина Льва Лагоріо «Скелі Монах і Дива», написана в 1890). На скелі знімалися епізоди фільмів «Людина-амфібія» і «Десять негренят».
Скеля Діва разом з горою Кош-Кая (Кішка) зображена на прапорі і гербі Сімеїза.